# Saint-Jean-Baptiste de Belleville
Saint-Jean-Baptiste de Belleville är en kyrkobyggnad i Paris, helgad åt Johannes Döparen. Den är belägen vid Rue de Belleville i 19:e arrondissementet. Kyrkan ritades i nygotisk stil av arkitekten Jean-Baptiste-Antoine Lassus (1807–1857) och uppfördes mellan 1854 och 1859.